# Michail Jurjewitsch Tschernow
Michail Jurjewitsch Tschernow (russisch Михаил Юрьевич Чернов; * 11. November 1978 in Prokopjewsk, Russische SFSR) ist ein ehemaliger russischer Eishockeyspieler, der zuletzt bei Metallurg Nowokusnezk in der Kontinentalen Hockey-Liga unter Vertrag stand.

## Karriere
Michail Tschernow begann seine Karriere als Eishockeyspieler bei Lokomotive Jaroslawl, für dessen Profimannschaft er von 1996 bis 1998 in der Superliga aktiv war. Mit seiner Mannschaft gewann er in der Saison 1996/97 den russischen Meistertitel. Anschließend wurde er im NHL Entry Draft 1997 in der vierten Runde als insgesamt 103. Spieler von den Philadelphia Flyers ausgewählt, für die er allerdings nie spielte. Stattdessen stand er von 1998 bis 2001 für deren Farmteam, die Philadelphia Phantoms, in der American Hockey League auf dem Eis. Zu Beginn der Saison 2001/02 kehrte der Verteidiger zu Lokomotive Jaroslawl zurück, verließ den Verein jedoch bereits nach nur zwei Ligaeinsätzen wieder und spielte in den folgenden beiden Jahren für den HK Spartak Moskau, ehe er die Saison 2002/03 bei Ak Bars Kasan beendete. 
Von 2003 bis 2007 spielte Tschernow je zwei Jahre lang für den Metallurg Nowokusnezk und den SKA Sankt Petersburg in der Superliga. Zur Saison 2007/08 wechselte er zu Salawat Julajew Ufa, mit dem er auf Anhieb den russischen Meistertitel gewann. In der Saison 2008/09 nahm der Russe für Ufa in der neu gegründeten Kontinentalen Hockey-Liga sowie auf europäischer Ebene in der Champions Hockey League teil. Ab der Saison 2009/10 lief der ehemalige russische Nationalspieler für den HK Sibir Nowosibirsk in der KHL auf. Im Januar 2011 unterzeichnete er einen Kontrakt bis Saisonende beim HK Spartak Moskau, ehe er im Sommer 2011 von Witjas Tschechow verpflichtet wurde.

### International
Für Russland nahm Tschernow 2006 an der Euro Hockey Tour teil. In drei Spielen blieb er dabei punktlos und erhielt zwei Strafminuten.

## Erfolge und Auszeichnungen
- 1997 Ruschischer Meister mit Lokomotive Jaroslawl
- 1998 Silbermedaille bei der Junioren-Weltmeisterschaft
- 2008 Russischer Meister mit Salawat Julajew Ufa

## Statistik
(Stand: Ende der Saison 2010/11)